# ویپفلد
ویپفلد (به آلمانی: Wipfeld) یک شهر در آلمان است که در بایرن واقع شده‌است.

## خصوصیات
ویپفلد ۵٫۲۴ کیلومترمربع مساحت دارد ۲۲۵ متر بالاتر از سطح دریا واقع شده‌است.